# Gummersbach
Gummersbach település Németországban, azon belül Észak-Rajna-Vesztfália tartományban. Lakosainak száma 51 845 fő (2023. december 31.). Gummersbach Marienheide, Drolshagen és Bergneustadt községekkel határos.

## Népesség
A település népességének változása:
| Lakosok száma | 49 316 | 52 127 | 49 734 | 50 412 | 50 497 | 50 688 | 50 688 | 51 126 | 52 001 | 51 845 |
|               | 1975   | 2012   | 2014   | 2015   | 2017   | 2018   | 2019   | 2021   | 2022   | 2023   |

## Híres személyek
- itt született Dan van Husen (1945–2020) német színész